# Ивановский район (Оренбургская область)
Ивановский район — административно-территориальная единица в составе Оренбургской губернии, Средневолжской области, Средневолжского края, Оренбургской и Чкаловской областей, существовавшая в 1927—1959 годах. Административный центр первоначально — село Ивановка.
Ивановский район был образован в 1927 году в составе Оренбургской губернии. В 1928 году Оренбургская губерния была упразднена и район вошёл в состав Оренбургского округа Средневолжской области (с 1929 — края). В 1930 году после ликвидации округов район перешёл в прямое подчинение Средневолжского края.
7 декабря 1934 года район вошёл в состав новообразованной Оренбургской (в 1938—1957 — Чкаловской) области.
По данным 1945 года включал 14 сельсоветов: Александровский, Дмитриевский, Залесовский, Ибряевский, Ивановский, Ново-Юласенский, Преображенский, Старо-Богдановский, Старо-Никольский, Старо-Юлдашевский, Утяевский, Учкаинский, Юлтыевский и Юринский.
3 апреля 1959 года Ивановский район был упразднён, а его территория передана в Люксембургский район.